# Jean de Caraman (cardinal)
Jean de Caraman, né à Cahors vers 1320, et mort le 1er août 1361 à Saint-Félix) est un cardinal français  du XIVe siècle. Il est un petit-neveu du pape Jean XXII.

## Famille
Jean de Caraman est le fils d'Arnaud Duèze, vicomte de Caraman, Baron de Saint-Félix, Seigneur de Nègrepelisse et de Marguerite de l'Isle-Jourdain. Il est le petit-fils de Pierre Duèze, frère du pape Jean XXII.
Jean de Caraman est le frère d'Arnaud-Bernard de Caraman.

## Repères biographiques
Jean de Caraman est protonotaire apostolique. C'est à ce titre qu'il reçoit, le 13 novembre 1349 la dignité et le bénéfice de chantre du chapitre cathédral de l'église de Cahors et ceux de camérier du chapitre cathédral de l'église de Béziers que Jean Roger de Beaufort, neveu du  pape Clément VI, vient de résigner.
Il est chanoine au chapitre de Tours et prévôt de  Barjols.
Jean de Caraman est créé cardinal par le pape Clément  VI lors du consistoire du 17 décembre 1350. Le cardinal Caraman participe au conclave de 1352, au cours duquel Innocent VI est élu.